# Réty
Réty (románul Reci) falu Romániában, Kovászna megyében.

## Fekvése
Sepsiszentgyörgytől 12 km-re délkeletre, a Feketeügy jobb oldali teraszán fekszik, a DN13E főút mentén. 1964-ben Komollóval egyesítették. Bita, Egerpatak és Szacsva tartozik hozzá.

## Története
1334-ben Reech néven említik először. A falu déli végében neolit-, bronz- és vaskori leletek kerültek elő. A Feketeügy jobb partján 10. századi telep és temető volt. Temploma 13. századi eredetű, 1857-ben bővítették és átépítették. Egykori védőfalából csak a torony maradt meg. A faluban 1615 és 1716 között 9-szer tartottak széki gyűlést.
1910-ben 903 magyar lakosa volt. A trianoni békeszerződésig Háromszék vármegye Sepsi járásához tartozott. 1992-ben 1417 lakosából 1392 magyar, 17 román, 4 cigány, 1 német volt. A 2002-es népszámlálás adatai alapján 2234 lakosból 2209 magyar.

## Látnivalók
- A falu melletti dombtetőn, a Dobolykán áll az Árpád-kori, egykor erődített templom. Orgonája 1909-ben készült a brassói Einschenk Károly műhelyében.
- A faluban számos 18. és 19. századi udvarház található.
- Határában a híres Rétyi Nyír, az Orbán Balázs által Háromszék Szaharájának nevezett homokos, természetvédelmi területe fekszik, ritka növényekkel, tavakkal, gazdag állatvilággal.
- A műút túloldalán, a Rétyi Nyírrel szemben az 1896-ban telepített millenniumi fenyves (emlékerdő) áll hétvégi házakkal. Mögötte a kedvelt halászóhely, a Rétyi-tó található, mely a mesterségesen duzzasztott Feketeügyből alakult ki. Partjára épült a Tavirózsa motel, mely vendégszobákkal és tágas vendéglővel várja a turistákat, kirándulókat.

## Híres emberek
- Itt született 1621-ben Gazda Péter, naplóíró.
- Itt született 1809-ben Székely Dávid, 1848-as honvéd százados.
- Itt született 1819-ben Antos János, 1848-as honvéd alezredes.
- Itt született 1822-ben Antos Ferenc, 1848-as honvédőrnagy.
- Itt született 1829-ben Székely Dénes 1848-as mérnök-százados, a Sepsibükszádot Torjával összekötő útszakasz tervezője.
- Itt született 1860-ban Imecs Béla erdészeti szakíró, a Magyar Erdész című lap főszerkesztője.
- Itt született 1945-ben Salamon Anikó etnográfus.
- Itt élt a Csíkszeredában született Kozma István (1896–1951) vezérezredes, a Székely Határőrség parancsnoka, akit a korabeli kommunista magyar rezsim kivégeztetett. 1991-ben – posztumusz – rehabilitálták.

## Testvérvárosok
- Csilizradvány, Szlovákia
- Bicske, Magyarország
- Inárcs, Magyarország